# گو یو-هان

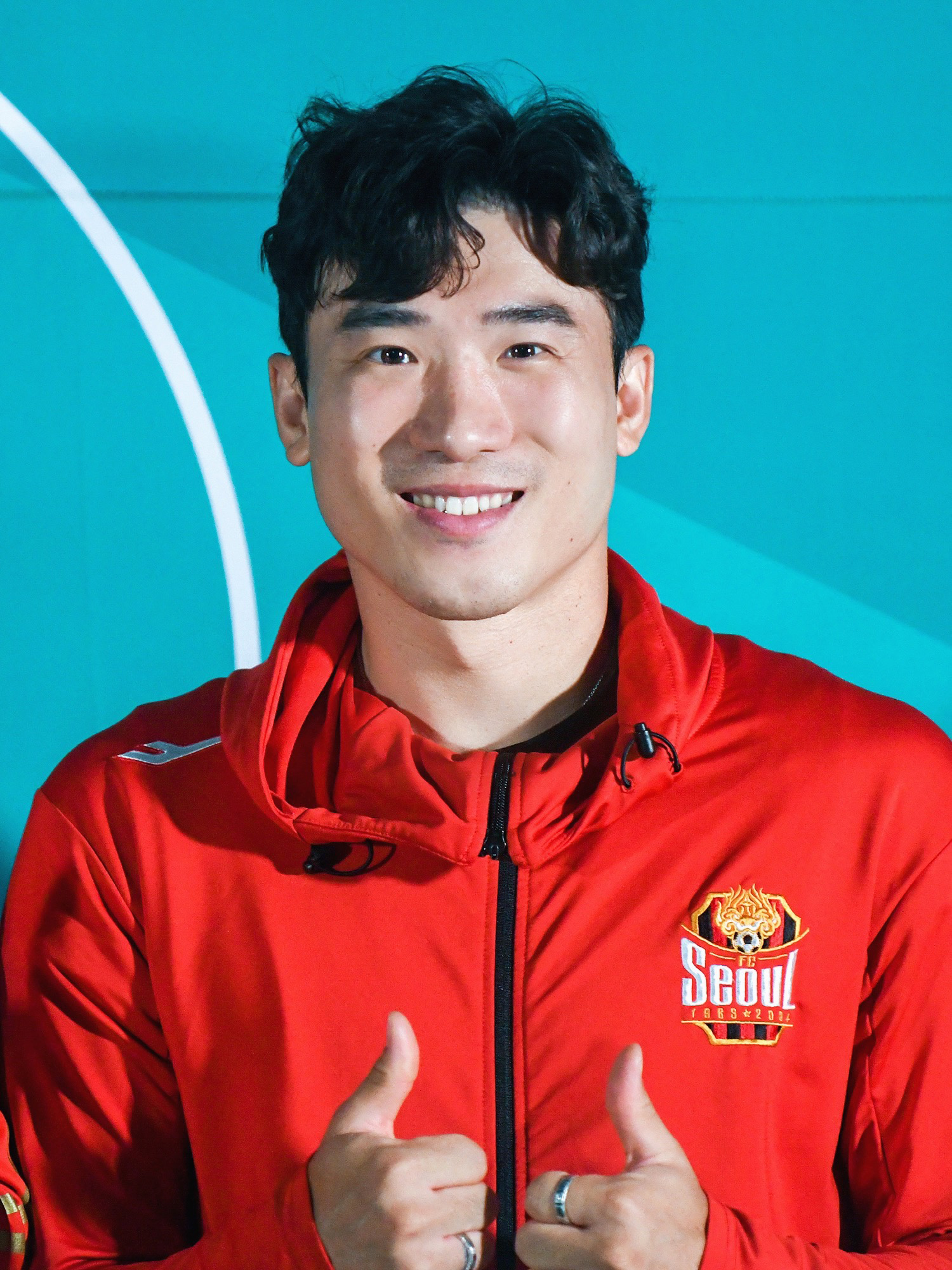
گو یو-هان / ۲۰۲۲

گو یو-هان (کره‌ای: 고요한؛ زادهٔ ۱۰ مارس ۱۹۸۸) بازیکن فوتبال اهل کره جنوبی است.
از باشگاه‌هایی که در آن بازی کرده‌است می‌توان به باشگاه فوتبال سئول اشاره کرد.